# El Desdavi
El Desdavi är en ort i Mexiko.   Den ligger i kommunen Tenango de Doria och delstaten Hidalgo, i den sydöstra delen av landet, 140 km nordost om huvudstaden Mexico City. El Desdavi ligger 1 379 meter över havet och antalet invånare är 181.
Terrängen runt El Desdavi är varierad. Runt El Desdavi är det ganska tätbefolkat, med 230 invånare per kvadratkilometer. Närmaste större samhälle är San Bartolo Tutotepec, 7,2 km nordost om El Desdavi. I omgivningarna runt El Desdavi växer i huvudsak blandskog.